# Park Narodowy Komoé
Park Narodowy Komoé (fr. Parc National de la Comoé) – park narodowy w północno-wschodniej części Wybrzeża Kości Słoniowej, utworzony w 1968. Nazwa pochodzi od przepływającej przez jego terytorium rzeki Komoé. Powierzchnia wynosi niecałe 11 672 km², co czyni go największym parkiem narodowym w Afryce Zachodniej. Park został w 1983  wpisany na listę światowego dziedzictwa UNESCO. W 2003 otrzymał status dziedzictwa zagrożonego ze względu na wzmożone kłusownictwo w następstwie wojny domowej. Status ten został zdjęty w 2017.
Populacje sztandarowych gatunków zwierząt, dla których został utworzony park – jak bawolec krowi Alcelaphus buselaphus, kob żółty Kobus kob kob, kob śniady Kobus ellipsiprymnus, grym Sylvicapra grimmia, dujker karłowaty Cephalophus maxwellii, guziec Phacochoerus africanus, dujker siwopręgi Cephalophus rufilatus, bawół afrykański Syncerus caffer, antylopa końska Hippotragus equinus, buszbok Tragelaphus scriptus – zmniejszają się.
Teren parku jest w przeważającej części równinny, lokalnie występują niewielkie pofałdowania z najwyższym szczytem Boutourou o wysokości 625 m n.p.m. Typowym biotopem jest tu sawanna z drzewami akacji. Spotyka się tu słonie, bawoły, hipopotamy, guźce, lamparty, hieny i lwy, antylopy i małpy, a także wiele gatunków ptaków. Równiny zalewowe nad rzeką Komoé mają charakter sezonowo odsłanianych terenów trawiastych, stanowią żerowiska hipopotamów i krokodyli.